# 王冬珍
王冬珍（1898年12月5日—1977年9月25日）。河北任縣人。民國37年（1948年）在河北省婦女選區當選第一屆立法委員。

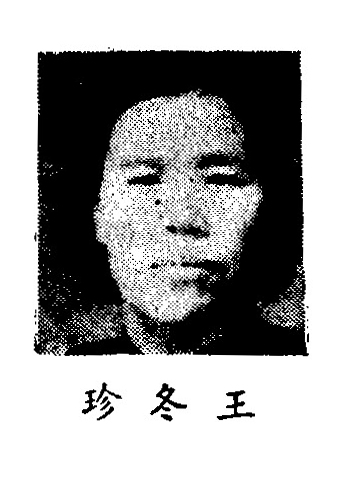
出席制憲國民大會代表時

## 生平[1][2][3]
光緒二十四年戊戌舊曆十月二十二日生。自幼讀書聰慧過人，秉性開朗誠坦，平生不施脂粉，舉止不亞鬚眉。民國九年畢業於直隸省立天津女子師範學校，以成績優異，留學校任教。旋與邢臺韓振聲先生結褵，志同道合，情感彌篤。民國十二年經王法勤、張溥泉介紹，與夫同時參加中國國民黨。民國十四年北平特別市黨部秘密成立，夫婦同為第一屆市黨部委員，夫任監察委員，女士則兼組織部長。改組後，連任第二屆執行委員兼常務委員。民國十六年革命軍至河南，女士乃南下至武漢，入中央軍校武漢分校第五期肄業。嗣奉派任河南省黨部執行委員兼民眾運動指導委員會主任委員。十七年改任河南省黨部指導委員，十八年奉派赴日本早稻田大學政經科留學，民國二十年回國。民國二十－年應地方人士之敦請，在經費極其困難情形之下，創辦河北省邢臺縣立東大、樹高等小學校，並任校長。民國二十六年七七變起，河北淪陷，舉家南遷，二十七年任陝西安康興安師範學校教員兼訓導主任，廿九年任西安戰幹第四團女生大隊長兼教官、中央訓練委員會西北訓練團政治教官。民國卅四年五月，當選中國國民黨第六次全國代表大會代表，赴渝出席。嗣任國民參政會第四屆參政員。抗戰勝利後返平，三十五年經遴選為河北省臨時參議會參議員，並為制憲國民大會代表，十一月赴京出席制憲國民大會。旋奉派任北平市黨部委員，嗣調河北省黨部任監察委員。三十七年當選第一屆立法委員。子女四人：長子郁文，任職經濟部中華工程公司會計處長。次子紹義在大陸。長女紹珍，任職郵政總局高級業務員兼組長，適張一山先生，任職林務局課長。次女至誠，適邱震，在美經商。1977年9月23日晚八時半，忽患中風，經送宏恩醫院，多方急救，回天乏術，不幸於9月25日上午9時55分與世長辭，享壽七十九歲。